# Villiersfaux
Villiersfaux – miejscowość i gmina we Francji, w Regionie Centralnym, w departamencie Loir-et-Cher.
Według danych na rok 1990 gminę zamieszkiwało 215 osób, a gęstość zaludnienia wynosiła 30 osób/km² (wśród 1842 gmin Regionu Centralnego Villiersfaux plasuje się na 924. miejscu pod względem liczby ludności, natomiast pod względem powierzchni na miejscu 1279.).